# Кнерсхајм
Кнерсхајм (фр. Knoersheim) насеље је и општина у Француској у региону Алзас, у департману Доња Рајна.
По подацима из 2011. године у општини је живело 216 становника, а густина насељености је износила 91,53 становника/km².

## Демографија
| 1962. | 1968. | 1975. | 1982. | 1990. | 2011. |
| ----- | ----- | ----- | ----- | ----- | ----- |
| 149   | 150   | 144   | 136   | 174   | 216   |